# Протуа
Протуа́ (фр. Prauthoy) — колишній муніципалітет у Франції, у регіоні Гранд-Ест, департамент Верхня Марна. Населення — 500 осіб (2011).
Муніципалітет був розташований на відстані близько 260 км на південний схід від Парижа, 160 км на південний схід від Шалон-ан-Шампань, 50 км на південь від Шомона.

## Історія
До 2015 року муніципалітет перебував у складі регіону Шампань-Арденни. Від 1 січня 2016 року належав до нового об'єднаного регіону Гранд-Ест.
1 січня 2016 року Протуа, Монсожон i Во-су-Обіньї було об'єднано в новий муніципалітет Ле-Монсожонне.

## Демографія
Динаміка населення (INSEE ):
Розподіл населення за віком та статтю (2006):
| Стать | Всього | До 15 років | 15-24 | 25-44 | 45-64 | 65-85 | Понад 85 |
| --- | ------ | ----------- | ----- | ----- | ----- | ----- | -------- |
| Чоловіки | 248    | 68          | 20    | 84    | 44    | 24    | 8        |
| Жінки | 256    | 48          | 12    | 64    | 76    | 56    | 0        |
| \| Статево-вікова піраміда \| Статево-вікова піраміда \| Статево-вікова піраміда \| \| ----------------------- \| ----------------------- \| ----------------------- \| \| Чоловіки \| Вік \| Жінки \| \| 8 \| 85 + \| 0 \| \| 4 \| 80-84 \| 4 \| \| 4 \| 75-79 \| 40 \| \| 4 \| 70-74 \| 4 \| \| 12 \| 65-69 \| 8 \| \| 12 \| 60-64 \| 16 \| \| 20 \| 55-59 \| 24 \| \| 4 \| 50-54 \| 16 \| \| 8 \| 45-49 \| 20 \| \| 24 \| 40-44 \| 8 \| \| 20 \| 35-39 \| 20 \| \| 20 \| 30-34 \| 32 \| \| 20 \| 25-29 \| 4 \| \| 12 \| 20-24 \| 12 \| \| 8 \| 15-20 \| 0 \| \| 12 \| 10-14 \| 4 \| \| 32 \| 5-9 \| 28 \| \| 24 \| 0-4 \| 16 \| |        |             |       |       |       |       |          |
| Статево-вікова піраміда |        |             |       |       |       |       |          |
| Чоловіки | Вік    | Жінки       |       |       |       |       |          |
| 8 | 85 +   | 0           |       |       |       |       |          |
| 4 | 80-84  | 4           |       |       |       |       |          |
| 4 | 75-79  | 40          |       |       |       |       |          |
| 4 | 70-74  | 4           |       |       |       |       |          |
| 12 | 65-69  | 8           |       |       |       |       |          |
| 12 | 60-64  | 16          |       |       |       |       |          |
| 20 | 55-59  | 24          |       |       |       |       |          |
| 4 | 50-54  | 16          |       |       |       |       |          |
| 8 | 45-49  | 20          |       |       |       |       |          |
| 24 | 40-44  | 8           |       |       |       |       |          |
| 20 | 35-39  | 20          |       |       |       |       |          |
| 20 | 30-34  | 32          |       |       |       |       |          |
| 20 | 25-29  | 4           |       |       |       |       |          |
| 12 | 20-24  | 12          |       |       |       |       |          |
| 8 | 15-20  | 0           |       |       |       |       |          |
| 12 | 10-14  | 4           |       |       |       |       |          |
| 32 | 5-9    | 28          |       |       |       |       |          |
| 24 | 0-4    | 16          |       |       |       |       |          |

## Економіка
2010 року серед 314 осіб працездатного віку (15—64 років) 239 були активними, 75 — неактивними (показник активності 76,1%, у 1999 році було 73,4%). З 239 активних мешканців працювало 219 осіб (123 чоловіки та 96 жінок), безробітними було 20 (7 чоловіків та 13 жінок). Серед 75 неактивних 16 осіб було учнями чи студентами, 30 — пенсіонерами, 29 були неактивними з інших причин.

У 2010 році в муніципалітеті числилось 223 оподатковані домогосподарства, у яких проживали 510,5 особи, медіана доходів виносила 15 914 євро на одного особоспоживача